# La Grange (hrabstwo Walworth)
La Grange – miasto w Stanach Zjednoczonych, w stanie Wisconsin, w hrabstwie Walworth.